# Scuola peripatetica

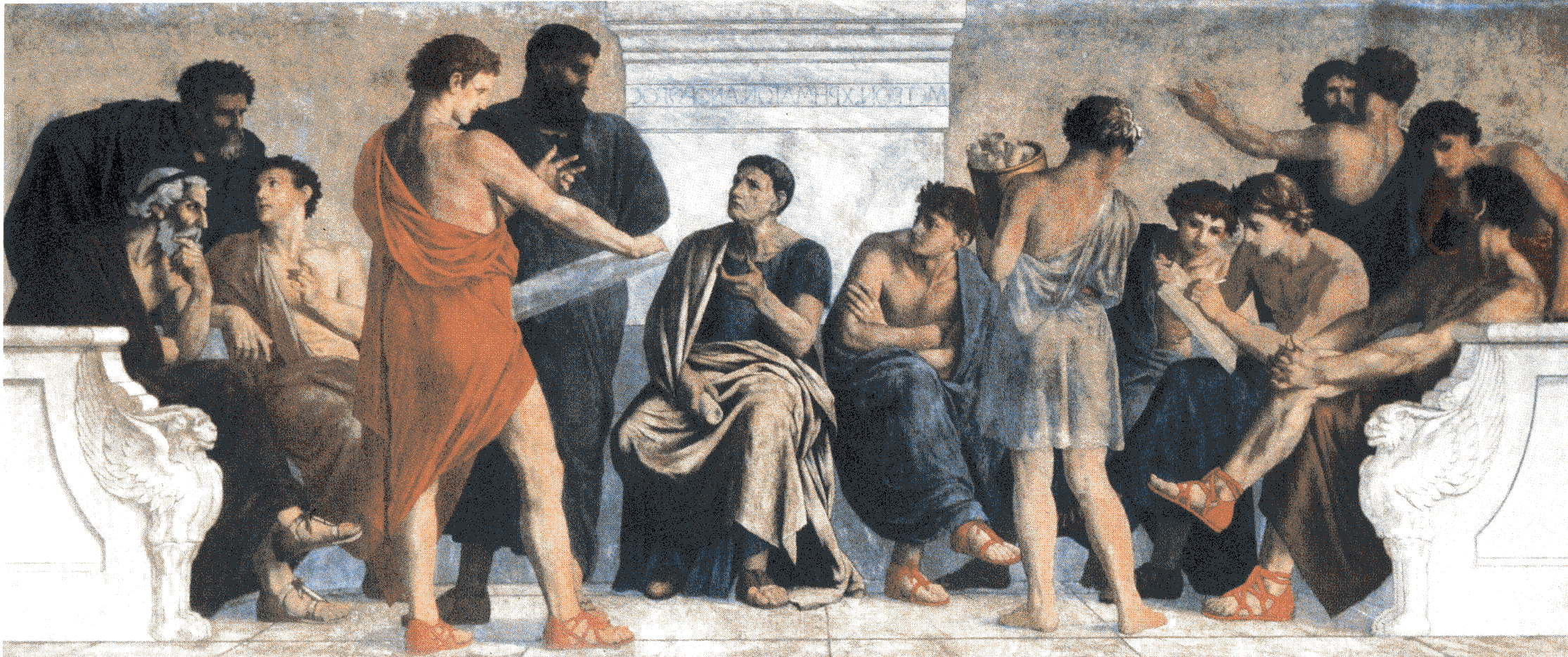
La scuola di Aristotele, di Gustav Adolph Spangenberg

La scuola peripatetica (in greco antico: Περιπατητική Σχολή?, Peripatētikḗ Scholḗ) fu una delle grandi scuole filosofiche greche, fondata da Aristotele. I suoi membri erano detti peripatetici.

## Denominazione
La Scuola trae il suo nome dal Peripato (Περίπατος, Peripatos), un percorso caratterizzato da peripatoi (περίπατοι, "colonnati dei porticati") presso il santuario dedicato ad Apollo Licio, in un luogo alle pendici meridionali del Licabetto tanto esteso da essere adatto alle esercitazioni militari. 
L'altro nome della Scuola deriva dal nome del santuario dove i membri si riunivano, il Liceo.
Una parola greca simile, peripatetikos (περιπατητικός) si riferisce all'atto di camminare e, come aggettivo, "peripatetico" è spesso usato per indicare itinerante, errante, in movimento.
Dopo la morte di Aristotele, nacque la leggenda che egli fosse un docente "peripatetico" - che camminasse intorno insegnando - e la designazione Peripatetikos è venuta a sostituire il Peripatos originale.

## Storia
La Scuola risale al 335 a.C. circa, quando Aristotele intraprese l'insegnamento nel Liceo. Nello stesso luogo Pericle vi aveva fondato un ginnasio successivamente ampliato da Licurgo.
Teofrasto e Stratone, i successori di Aristotele, continuarono la tradizione di esplorare teorie filosofiche e scientifiche, ma dopo la metà del III secolo a.C. la scuola cadde in declino, per rinascere non prima del periodo romano. In seguito i membri della scuola si concentrarono sulla conservazione e sul commento delle opere di Aristotele, piuttosto che estenderle, e la scuola alla fine morì nel III secolo d.C.
Anche se la scuola si estinse, lo studio delle opere di Aristotele fu proseguito da studiosi che vennero chiamati peripatetici attraverso la tarda antichità, il Medioevo ed il Rinascimento. Dopo la caduta dell'Impero romano d'Occidente, le opere della scuola peripatetica andarono perse in Occidente, ma in Oriente furono incorporate nella prima filosofia islamica, svolgendo un ruolo importante nella rinascita delle dottrine aristoteliche nell'Europa medioevale e rinascimentale. Si riflessero nel doppio filtro applicato all'aristotelismo dapprima da Alessandro di Afrodisia e poi continuato nell'eredità spirituale di Al-Farabi, Avicenna e Averroè.

## Caratteristiche
La Scuola era un'istituzione informale, i cui membri conducevano indagini filosofiche e scientifiche. Diede inoltre grande impulso all'indagine storica come strumento di indiscussa validità per la conoscenza e la comprensione delle manifestazioni religiose, artistiche, poetiche e letterarie.
Come l'Accademia di Platone, non avrebbe avuto nessuna finalità religiosa e i suoi discepoli erano divisi come in un tiaso tra quelli che erano iniziati e frequentavano la scuola come interni (gli "esoterici") a cui erano riservate le lezioni più specialistiche e complesse e coloro che partecipavano come discepoli esterni ("essoterici"), uditori a cui era dedicata la parte divulgativa della dottrina.

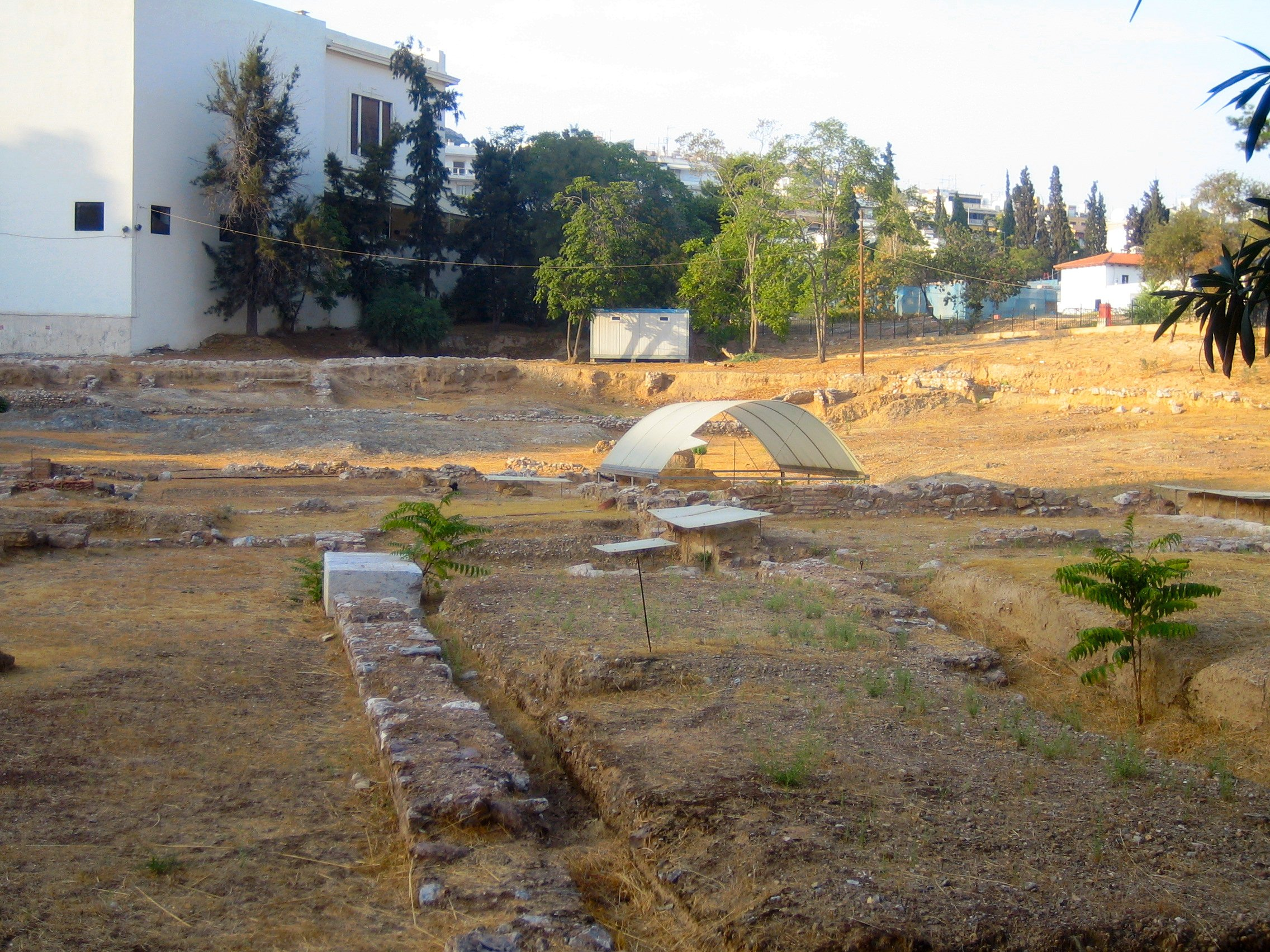
Gli scavi

Il piano di studi, probabilmente con una suddivisione corrispondente alla classificazione delle Scienze in la Metafisica, si basava sull'insegnamento:
- delle scienze teoretiche dedicate all'osservazione degli enti e del loro divenire (fisica, zoologia, psicologia) e degli enti immobili (metafisica e teologia);
- delle scienze pratiche, che dovevano guidare all'azione (etica e politica);
- delle scienze poietiche (retorica e poetica).

La logica non compariva come scienza, ma come strumento propedeutico allo studio di qualsivoglia scienza.

## Scolarchi ed altri Peripatetici
Maggiori esponenti della Scuola peripatetica
| Nome                   | Date di riferimento | Note                         |
| ---------------------- | ------------------- | ---------------------------- |
| Aristosseno            | 375 a.C. - ?        |                              |
| Teofrasto              | 371 - 287 a.C.      | II scolarca (322–288)        |
| Eudemo da Rodi         | 350 ? - 290 ? a.C.  |                              |
| Prassifane di Mitilene | III secolo A. C. ?  |                              |
| Demetrio Falereo       | 345 - 282 a.C.      |                              |
| Dicearco               | ? - 275 a.C.        |                              |
| Ieronimo di Rodi       | c. 275 a.C.         |                              |
| Stratone di Lampsaco   | 335 - 269 a.C.      | III scolarca (288 – ca. 269) |
| Licone (peripatetico)  | 274? – 254 a.C.     | IV scolarca (ca. 269 – 225)  |
| Aristone di Ceo        | c. 250 a.C.         | V scolarca (225 – ca. 190)   |
| Critolao               | 156 ? a.C.          | VI scolarca (ca. 190 – 155)  |
| Diodoro di Tiro        | II secolo a.C. ?    | VII scolarca (ca. 140)       |
| Cratippo di Pergamo    | I secolo a.C.       |                              |
| Andronico di Rodi      | I secolo d.C.       |                              |
| Boeto di Sidone        | c. 75 - 10 a.C.     |                              |
| Senarco di Seleucia    | I secolo d.C.       |                              |
| Ario Didimo            | I secolo d.C.       |                              |
| Nicola di Damasco      | I secolo d.C.       |                              |

## Approfondimenti
- Marcello Gigante, Kepos e Peripatos. contributo alla storia dell'aristotelismo antico, Napoli, Bibliopolis, 1999.
- John Patrick Lynch, Aristotle's School: A Study of a Greek Educational Institution, Berkeley, University of California Press, 1973.
- Paul Moraux, L'Aristotelismo presso i Greci, Milano, Vita e Pensiero, 2000 (tre volumi).
- R. W. Sharples, Peripatetic Philosophy, 200 BC to AD 200. An Introduction and Collection of Sources in Translation, Cambridge, Cambridge University Press, 2010.
- Fritz Wehrli (a cura di): Die Schule des Aristoteles. Texte und Kommentare. 10 volumi e 2 Supplementi. Basel 1944-1959, 2. Edizione 1967-1969 (raccolta dei frammenti).